# Comuna de Zawid
Zawidz (polaco: Gmina Zawidz) é uma gminy (comuna) na Polónia, na voivodia de Mazóvia e no condado de Sierpecki. A sede do condado é a cidade de 1999.
De acordo com os censos de 2004, a comuna tem 7030 habitantes, com uma densidade 37,8 hab/km².

## Área
Estende-se por uma área de 186,09 km², incluindo:
- área agricola: 82%
- área florestal: 11%

## Demografia
Dados de 30 de Junho 2004:
|                      | Total   | Total | Mulheres | Mulheres | Homens  | Homens |
| -------------------- | ------- | ----- | -------- | -------- | ------- | ------ |
|                      | pessoas | %     | pessoas  | %        | pessoas | %      |
| População            | 7030    | 100   | 3554     | 50,6     | 3476    | 49,4   |
| Densidade (pop./km²) | 37,8    | 100   | 19,1     | 19,1     | 18,7    | 18,7   |

De acordo com dados de 2002, o rendimento médio per capita ascendia a 1515,59 zł.

## Comunas vizinhas
- Bielsk, Bieżuń, Drobin, Gozdowo, Raciąż, Rościszewo, Siemiątkowo, Sierpc